# Амір Гільбоа
Амір Гільбоа (нар.25 вересня 1917 — 2 вересня 1984) — ізраїльський єврейський поет і перекладач, автор поезії і пісень на їдиш і івриті, родом з України.

## Біографія
Амір Гільбоа (ім'я при народженні Берл Фельдман) народився в 1917 році в місті Радзивилів (нині Радивилів, Україна). Почав вчити іврит в єврейській гімназії мистецтв «Тарбут», після якої перейшов в польську школу. Уже в дитинстві почав писати пісні на ідиш та івритом. Приєднався до сіоністського молодіжного руху Хе-Халуц і якийсь час поневірявся між різними містами, готуючись до репатріації в Ерец-Ісраель, після повернення в рідну домівку зберіг в секреті свій очікуваний від'їзд. Всі члени сім'ї Берла Фельдмана згодом загинули в катастрофі європейського єврейства.
У 1937 році разом з іншими членам руху нелегально іммігрував до підмандатної Палестини. Ім'я «Амір Гільбоа» було вибрано ним на палубі корабля «Посейдон», на якому здійснювалася нелегальна імміграція. У перший час після репатріації проживав в арабському селі Кастина, потім в кібуці Гиват-ха-Шлоша і в Петах-Тіква. Працював на плантаціях, будівництвах і в каменоломнях. Незабаром після приїзду до Палестини вирішив відмовитися від складання пісень на ідиш і писати виключно на івриті. Почав друкуватися в різних виданнях з 1941 року.
Під час Другої світової війни вступив добровольцем в Єврейську бригаду, служив в Єгипті та Італії. Після закінчення війни брав участь в організації нелегальної імміграції до підмандатної Палестини. Брав участь в війні за незалежність Ізраїлю, цей військовий досвід сильно вплинув на його ранню прозу.
З 1955 року і до пенсії працював редактором у видавництві «Масада».

## Творчість

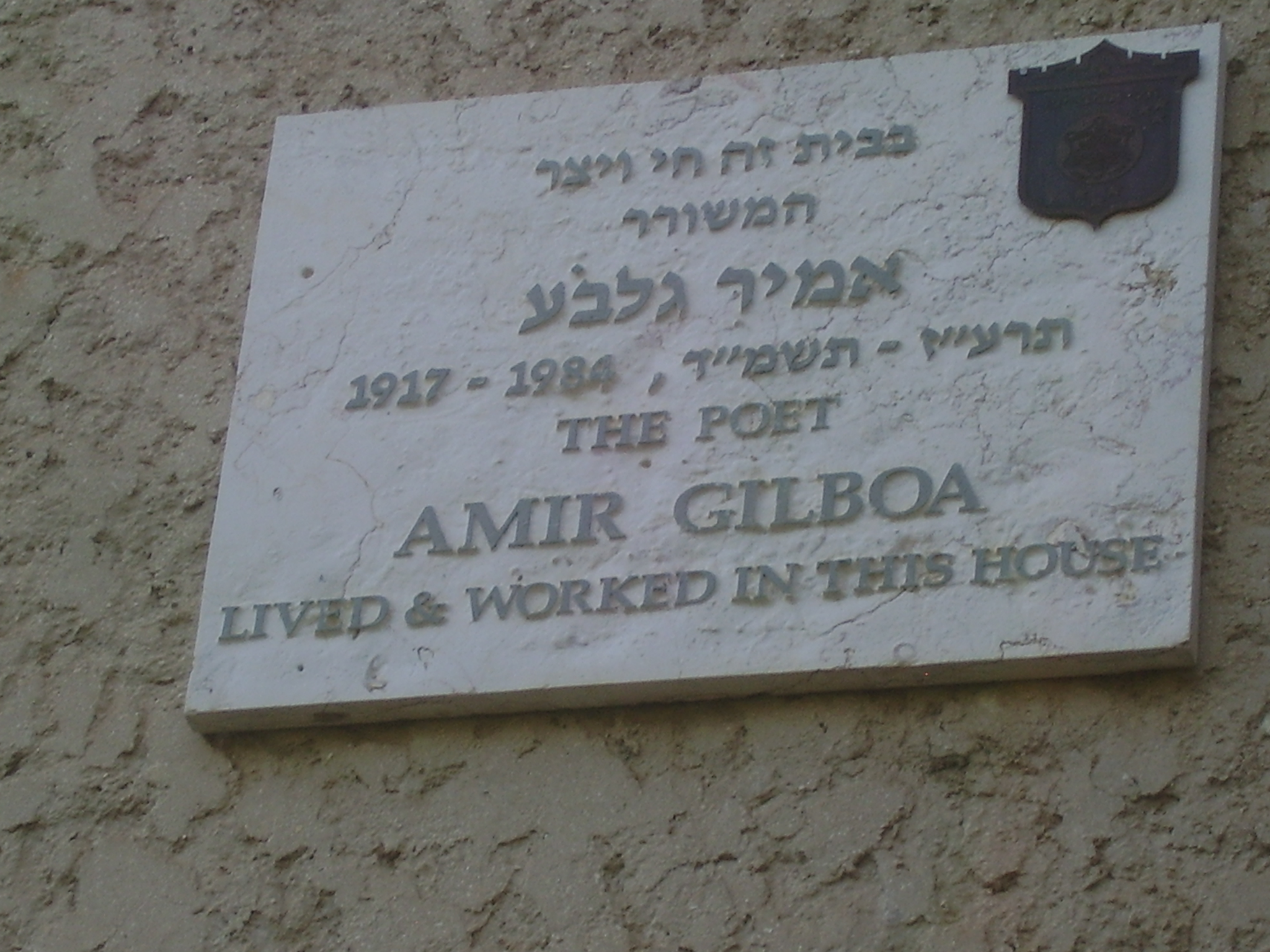
Меморіальна дошка, Тель-Авів

Творчість Гільбоа зазнала впливу А. Шльонського і Н. Альтермана, особливо в частині використання архаїчного, біблійного івриту. Гільбоа став сполучною ланкою між поезією шкіл Шльонського, Альтермана і Л. Гольдберг і між новаторським напрямком, до якого належали такі поети-модерністи, як І. Аміхай, Н. Зах і Д. Авидан.
У пошуках засобів вираження особистих почуттів Гільбоа знехтував уже сформованими в поезії на івриті шаблонами і створив свій індивідуальний стиль і своєрідний ритм, що поєднують особисте з національним і універсальним, архаїчність з новаторством. Замість традиційного використання біблійних образів для розвитку моралі або національної історії, він особисто ідентифікується з ними, перекидаючи місток від минулого до сьогодення. Серед тем його віршів — зміна станів природи, історичні події (Катастрофа європейського єврейства, війна), внутрішнє життя людини, самотність. Для його поезії характерні емоційні контрасти — від страху майбутнього до захопленого життєствердження. Він часто використовує прийом погляду очима дитини, або контраст між поглядом дитини і дорослим ставленням до ситуації.
Збірки поезій Гільбоа: «Ширімо ба-Бокер ба-Бокер» («Щоранкові вірші», 1953), «Кхул ва-Адумім» («Сині і червоні», 1963), «Раціті Ліхт Сіфт іешенім» («Я хотів писати устами сплячих», 1968), «Аяла ешлах отах» («Лань, я відішлю тебе», 1972). Всього він опублікував понад десяти збірок своїх віршів. Гільбоа займався перекладами з російської, польської та інших мов; серед його перекладів — роман «Три кольори часу» А. Виноградова.

## Премії
Лауреат численних премій. Найбільш престижні:
- Бренеровська премія (англ. Brenner Prize) за 1970 рік.
- Премія Бялика за 1971 рік.
- Премія Ізраїлю за 1982 рік.